# Station Les Sables-d'Olonne
Station Les Sables-d'Olonne is een spoorwegstation in de Franse gemeente Les Sables-d'Olonne.
Het is een kopstation bediend door de TGV Atlantique met herkomst Station Paris-Montparnasse, en de treinen van lijn 08 van de TER Pays de la Loire met herkomst Nantes via La Roche-sur-Yon.